# Malaconotus
Malaconotus är ett fågelsläkte i familjen busktörnskator inom ordningen tättingar. Släktet omfattar sex arter som förekommer i Afrika söder om Sahara:
- Eldbröstad busktörnskata (M. cruentus)
- Eldstrupig busktörnskata (M. lagdeni)
- Grönbröstad busktörnskata (M. gladiator)
- Gråhuvad busktörnskata (M. blanchoti)
- Vitmaskad busktörnskata (M. monteiri)
- Ulugurubusktörnskata (M. alius)